# Anthurium leonianum
Anthurium leonianum är en kallaväxtart som beskrevs av Luis Aloysius, Luigi Sodiro. Anthurium leonianum ingår i släktet Anthurium och familjen kallaväxter. Inga underarter finns listade.